# Tucine, Peremîșleanî
Tucine (în ucraineană Тучне) este un sat în comuna Dobreanîci din raionul Peremîșleanî, regiunea Liov, Ucraina.

## Demografie
Componența lingvistică a localității Tucine
     Ucraineană (99,21%)
     Alte limbi (0,78%)
Conform recensământului din 2001, majoritatea populației localității Tucine era vorbitoare de ucraineană (99,21%), existând în minoritate și vorbitori de alte limbi.